# Bastogne Barracks

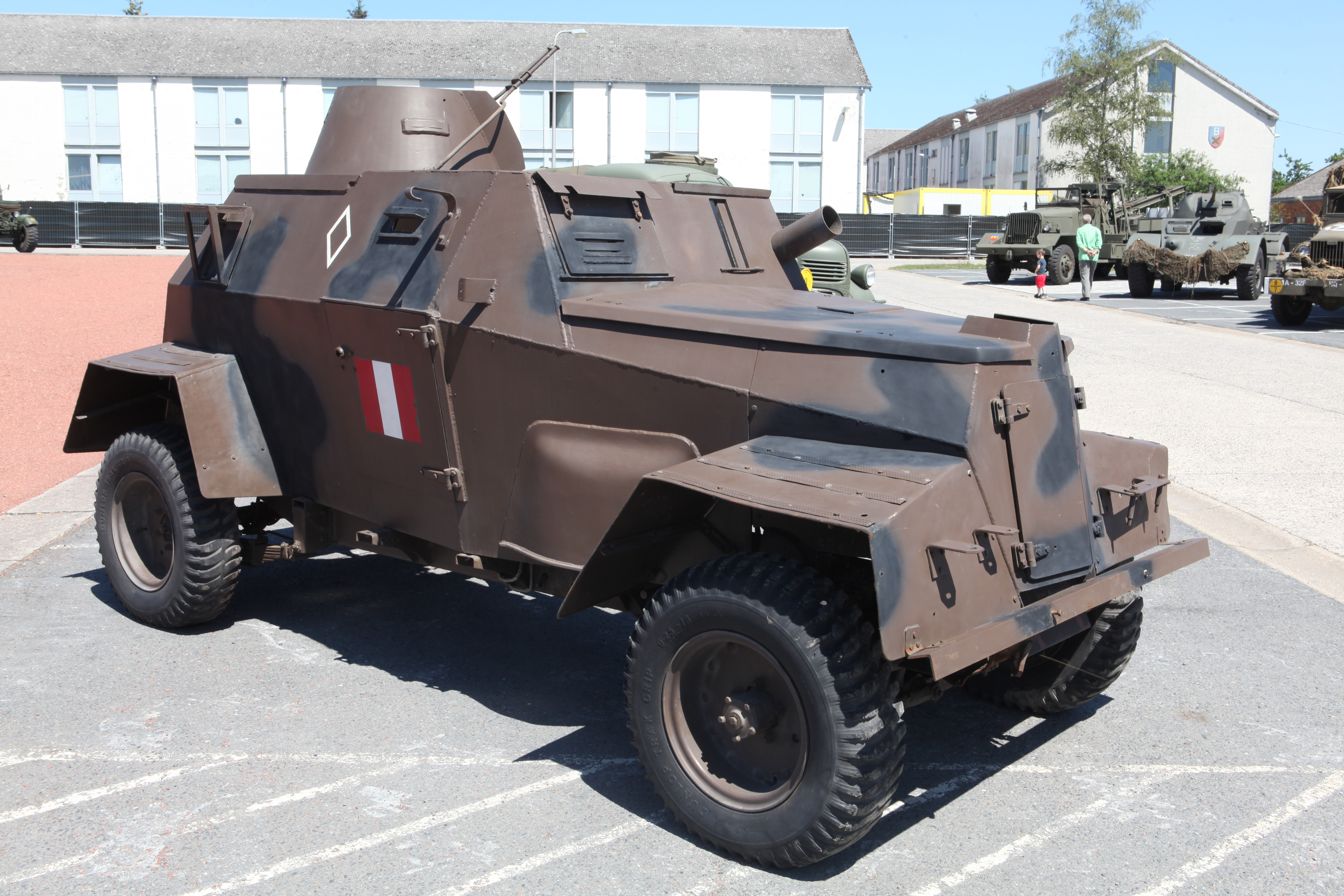
Een Humber Light Reconnaissance Car op het terrein voor het museum

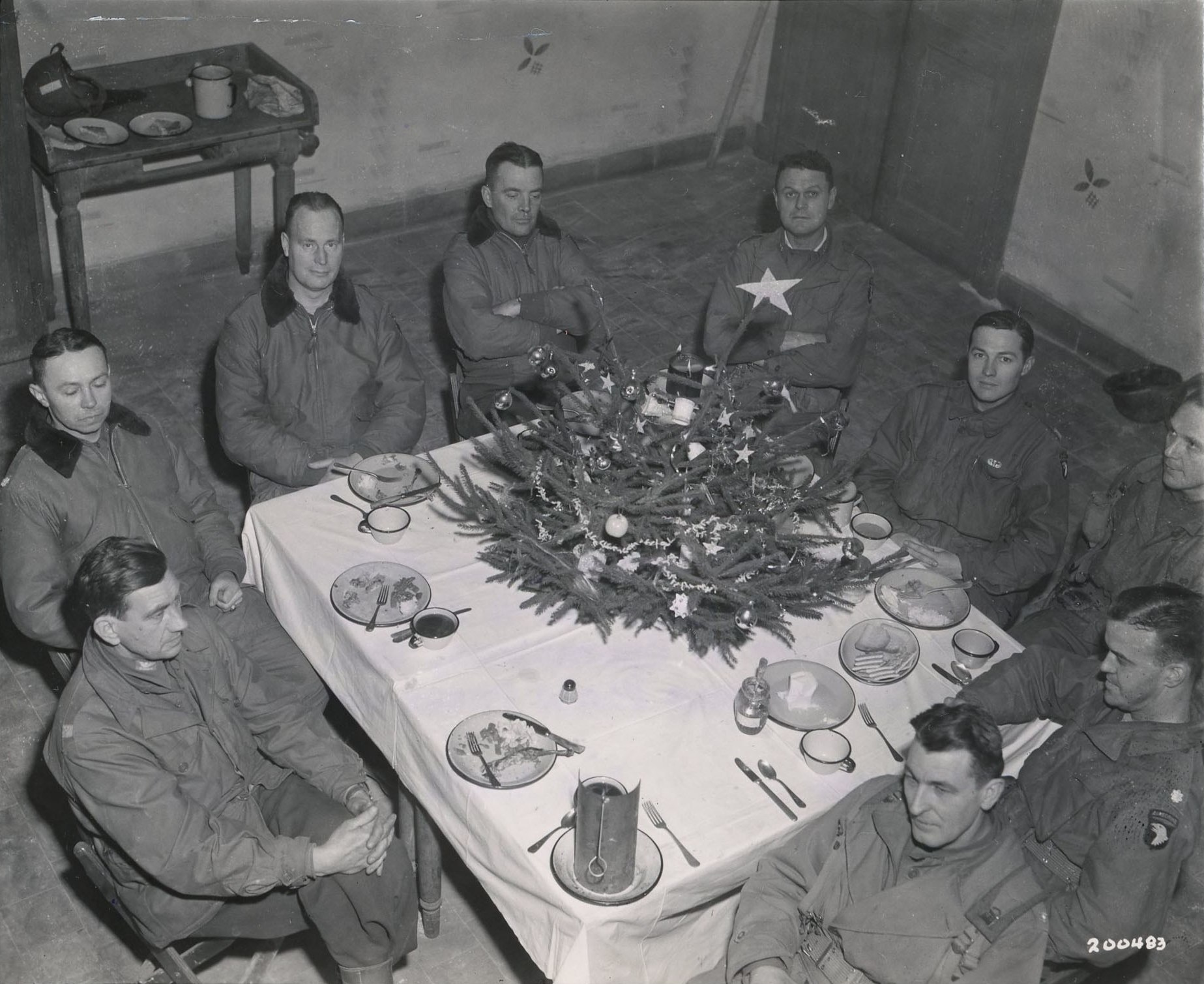
Brig. Gen. Anthony McAuliffe en zijn staf verzamelden zich in de Heintz Barracks van Bastogne voor het kerstdiner op 25 december 1944. Deze militaire kazerne deed dienst als Divisiehoofdcommandopost tijdens de belegering van Bastogne tijdens de Tweede Wereldoorlog. De locatie is nu een museum dat bekend staat als de "Nuts Cave". (Foto credits: US Army)

Bastogne Barracks (Koninklijk Legermuseum) was tot 2024 de naam van een museum in de Belgische stad Bastenaken (Bastogne). In 2024 werd hier het museum Bastogne War Rooms geopend.
Sinds 1 oktober 2010 was het museum het Interpretatiecentrum van de Tweede Wereldoorlog geworden. Een detachement van het Koninklijk Legermuseum biedt tentoonstellingen en reconstructies rond het thema van de Slag om de Ardennen en zorgt voor de restauratie en het behoud van voertuigen en erfgoeduitrusting van het Koninklijk Legermuseum.
Het museum is gratis te bezoeken en wordt beheerd door het Belgische leger. Het bevindt zich in de kazerne Quartier Onderluitenant Heintz aan de Rue de la Roche, een kazerne die met de naam Heintz Barracks tijdens de Tweede Wereldoorlog werd gebruikt als hoofdkwartier van de US 101st Airborne Division tijdens de belegering van Bastogne. Het beschikt over een uitgebreide collectie gerestaureerde tanks en militaire voertuigen, biedt de mogelijkheid tot een rondleiding door de ondergrondse kazerne en toont voorwerpen van Amerikaanse, Duitse en Britse troepen. In het kantoor in de kelder deed General McAuliffe zijn beroemde uitspraak "Nuts!", reagerend op de Duitse vraag om overgave. 
In andere vertrekken zijn stukken artillerie, handvuurwapens, radio- en medische apparatuur ondergebracht. Specialisten van het Belgische leger begeleiden bezoekers door de basis, getooid met de bijnaam Nuts cave.
In Bastenaken bevindt zich een kilometer verder naar het oosten het nog grotere Bastogne War Museum.
Tot 2017 viel het museum onder de Historische Pool van Defensie. Sinds 2017 valt het museum onder het beheer van het War Heritage Institute. In 2024 werd het heropend als Bastogne War Rooms.